# Volvo 850
O Volvo 850 é um automóvel de segmento D produzido pelo fabricante sueco Volvo Cars de 1991 a 1996. Projetado por Jan Wilsgaard, o carro foi apresentado em uma carroceria sedã; uma carroceria perua foi introduzida em 1993.
O Volvo 850 foi exibido pela primeira vez em junho de 1991, e o carro marcou um ponto de partida para a Volvo, apresentando vários recursos inéditos para a empresa; estes incluíam um motor transversal de 5 cilindros acionando as rodas dianteiras, um eixo traseiro Delta-link, um sistema de proteção contra impactos laterais e um mecanismo de cinto de segurança dianteiro autoajustável.
O Volvo 850 foi sucedido pelo Volvo S70 e Volvo V70.